# Trieces femoralis
Trieces femoralis là một loài tò vò trong họ Ichneumonidae.